# Stylish
Stylish es un administrador de estilos de usuario que permite cambiar la apariencia de las páginas web en el navegador de un usuario sin cambiar su contenido al incluir hojas de estilo de CSS proporcionadas por el usuario combinadas con las de la web. Stylish es una extensión de navegador que incluye herramientas con las que escribir estilos de usuario e instalarlos desde su propia web complementaria. Estos estilos de usuario pueden ser más o menos selectivos y dirigirse a una sola página web, a todas las páginas de un dominio o a todas las páginas de la web.
Stylish fue desarrollado originalmente por Jason Barnabe como un complemento XUL/XPCOM para Mozilla Firefox. En 2010 siguió una extensión de Chrome, que se lanzó para Opera 15 basado en Blink en 2013 y como una extensión web de Firefox en 2017. Hay extensiones similares para Safari y Opera basadas en Presto, distribuidas como «Stylish» por otros desarrolladores con la aprobación de Barnabe.

## Detalles técnicos
Los estilos de usuario son códigos CSS diseñados para modificar la apariencia de una web o más. Stylish para Firefox también puede diseñar la apariencia del navegador, pero la versión de Android no lo admite porque la interfaz de usuario está integrada en código nativo de Android. Los estilos se aplican solo a los objetivos especificados. Los estilos de usuario individuales se pueden activar o desactivar sin tener que reiniciar el navegador.
Los estilos de usuario se añaden a las reglas CSS proporcionadas por la web, pero también pueden anular el estilo (se suele necesitar la palabra clave !important para cada regla de reemplazo). Los usos más comunes son el bloqueo de publicidad, la aplicación de una nueva combinación de colores y la eliminación de elementos de página no deseados.

## Problemas de privacidad
En septiembre de 2016, Jason Barnabe, el creador de Stylish y userstyles.org, anunció que, habiendo perdido interés en el proyecto, había «elegido a Justin Hindman como próximo líder de Stylish y userstyles.org». Hindman no tenía conexión previa ni con Stylish ni con userstyles.org, y pronto quedó claro que Barnabe simplemente los había vendido a Hindman en una compra testaferro para la empresa de análisis israelí, llamada Similarweb.
En diciembre de 2016, Hindman comenzó a publicar actualizaciones de Stylish para Chrome, que devolvieron una réplica perfecta de la actividad de navegación del usuario a Userstyles. El 3 de enero de 2017 anunció una «asociación» con SimilarWeb en la que «los usuarios de Stylish forma[ría]n parte del panel de investigación de mercado de SimilarWeb». El 10 de noviembre se lanzó una extensión web de Firefox (3.0.1), después de una actualización final (2.1.1) del complemento Stylish XUL+XPCOM el 31 de octubre para migrar estilos de usuario a una base de datos compatible con extensiones web.
En julio de 2018, después de que un ingeniero de software publicara estos problemas, Stylish se eliminó tanto de Chrome Web Store como de los complementos de Mozilla, además de desinstalarse automáticamente para todos los usuarios existentes. Stylish regresó a Mozilla el 16 de agosto y a Chrome Web Store el 5 de noviembre del mismo año, con la misma lógica pero con una nueva página de suscripción que pide a los usuarios que acepten la recopilación de datos cuando se instala la extensión. Firefox ahora reporta menos usuarios de Stylish que su alternativa más popular, Stylus.

## Alternativas a Stylish
Un administrador de scripts de usuario como Greasemonkey o Tampermonkey puede añadir una hoja de estilo local a una página web, añadiendo el contenido de la hoja de estilo a una etiqueta HTML <style> y añadiéndola a la página. Los estilos de usuario de Userstyles.org se pueden descargar como scripts de usuario para usarlos con un administrador de scripts de usuario.
Los administradores de estilos de usuario alternativos incluyen Stylus y xStyle, que se derivan de Stylish para Chrome, aStyle, reStyle, y Website Theme Manager.
En Firefox, los estilos de usuario para webs y el navegador Chrome se pueden añadir a los archivos locales userContent.css o userChrome.css, respectivamente. A partir de Firefox 69, el usuario debe cambiar la preferencia toolkit.legacyUserProfileCustomizations.stylesheets a verdadero en about:config para poder cargar estos archivos.